# 小行星1957
小行星1957（1957 Angara）是一颗绕太阳运转的小行星，为主小行星带小行星。该小行星于1970年4月1日发现。
該小行星以俄羅斯的安加拉河命名。

## 轨道参数
小行星1957的轨道半长轴为3.0095652 UA，离心率为0.062。
| 前一小行星： 小行星1956 | 小行星列表 | 後一小行星： 小行星1958 |